# 固始汗
固始汗（1582年—1654年，一译顾实汗），本名圖魯拜呼（一译图鲁拜琥），17世纪中期卫拉特蒙古和硕特首领，西藏军事领袖。

## 事迹
固始汗原游牧于天山北麓，后受到准噶尔部的排挤，转移至天山南麓发展，一度与喀尔喀蒙古部落发生冲突，后和平解决，1606年他被藏傳佛教格鲁派东科尔呼图克图赠予“大国师”的称号，音转为“固始”，遂自称“固始汗”。
1634冬，与巴图尔珲台吉发动对哈萨克的远征，获胜。
1634年，西藏格鲁派首领五世达赖和罗桑却吉坚赞因受到噶举派政权藏巴汗、信奉苯教的白利土司顿月多吉、喀尔喀蒙古却图汗等势力的威胁，共同致信固始汗，请求其出兵救援。1636年（一说1638年），固始汗亲自赴拉萨与达赖喇嘛和四世班禅商议出兵事宜，被赠予“丹增却杰”（执教法王，或作“丹津却吉甲波”）的称号。之后，他又遣人到盛京觐见皇太极，与后金政权通好，以稳固后方。
1637年，固始汗进入安多北部，灭却图汗，控制青海全境。1640年又发兵康区，灭顿月多吉。同年，此时尚未被清朝征服的四卫拉特和外喀尔喀蒙古在塔尔巴哈台会盟，固始汗同其他领主共同制定《喀尔喀·卫拉特法典》，各部缔结同盟抵御来自满清势力的威胁。
他佯称接到达赖旨意返回青海，实则在1641年突袭西藏，并于1642年攻占日喀则，灭藏巴汗政权，建立和硕特汗国。固始汗尊奉罗桑却吉坚赞为师，1645年固始汗赠予罗桑却吉坚赞以“班禅博克多”的尊号。

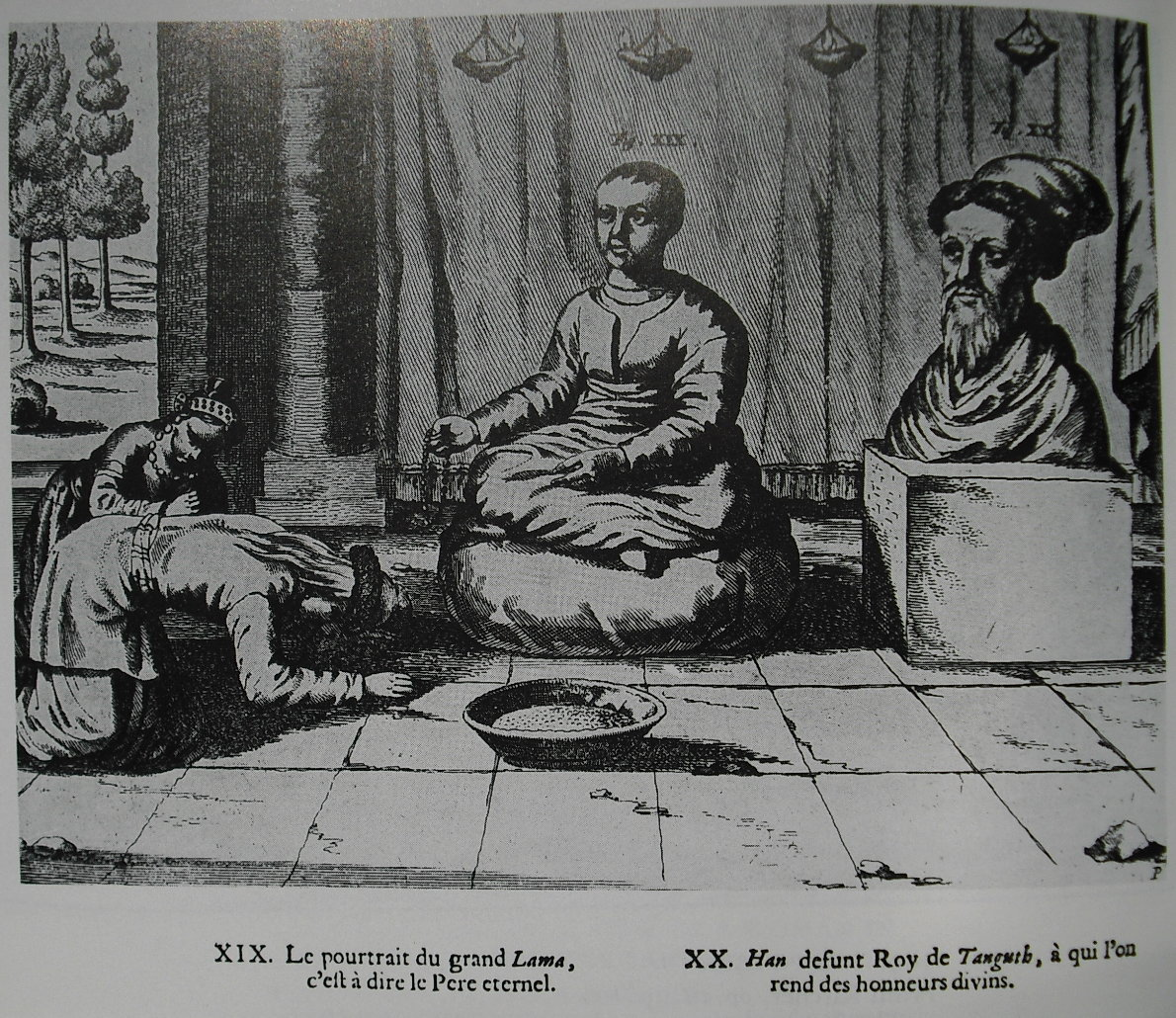
1661年，游历西藏的耶稣会传教士白乃心在达赖喇嘛宫殿大厅里看到的五世达赖喇嘛和旁边的塑像（显然是固始汗的）

1653年（清顺治十年）顺治帝封其为遵行文义敏慧固始汗。
固始汗沒有直接對西藏進行军事统治，也没有控制统治区域内卫藏地区的经济赋税，而将其交给了五世达赖，使得五世达赖确立了其在甘丹颇章政权的领袖地位。

## 家庭
兄弟
1. 哈纳克土谢图
2. 拜巴嘎斯
3. 昆都伦乌巴什
4. 图鲁拜琥
5. 色棱哈坦巴图尔
6. 布颜鄂特欢

子
1. 达延鄂齐尔汗
2. 鄂木布
3. 达兰泰
4. 巴延阿布该阿玉什，和啰哩之父
5. 伊勒都齐
6. 多尔济
7. 瑚噜木什
8. 桑噶尔扎布
9. 衮布察珲
10. 达什巴图尔